# Накамура, Юто
Юто Накамура (яп. 中村祐人; 23 января 1987, Ураясу, Тиба, Япония) — японский и гонконгский футболист, нападающий клуба «Китчи» и сборной Гонконга.

## Биография

### Клубная карьера
Начинал играть в футбол во время учёбы в университете, представлял команду Университета Аояма. Профессиональную карьеру начал в 2008 году в Гонконге, где провёл один сезон за местный «Гонконг Пегасус». Летом 2009 года подписал контракт с клубом португальской Сегунды «Портимоненсе», но в его составе сыграл лишь в двух матчах и спустя год вернулся в «Пегасус». После ухода из «Гонконг Пегасус», остался играть в чемпионате Гонконга. С 2011 по 2014 год был игроком клуба «Ситизен». В 2014 году подписал контракт с «Саут Чайна», где провёл один сезон, а сезон 2015/16 отыграл в аренде за клуб «Вонтайсинь». Затем последовали два сезона в составе «Тай По». С 2018 года является игроком клуба «Китчи».

### Карьера в сборной
В 2018 году стал обладателем паспорта Гонконга и вскоре дебютировал за сборную страны. 16 октября 2018 года Накамура появился в стартовом составе на товарищеский матч со сборной Индонезии и был заменён на 90-й минуте.